# Apamea nebulosa
Apamea nebulosa är en fjärilsart som beskrevs av C. F. Vieweg 1789. Apamea nebulosa ingår i släktet Apamea och familjen nattflyn. Inga underarter finns listade i Catalogue of Life.